# トリメニア科
トリメニア科 (トリメニアか、学名: Trimeniaceae) は被子植物のアウストロバイレヤ目に属する科の1つである。常緑性の木本であるトリメニア属 (Trimenia) の約8種のみを含む。ニューギニア島からフィジー、オーストラリア東部などに分布する。

## 特徴
常緑性の高木から低木であり、つる性となるものもある。道管は階段穿孔をもち、繊維状仮道管が存在する。師管の色素体はS-type (デンプン粒を含む)。節は1葉隙2葉跡性。葉は対生し、葉柄をもち、単葉で全縁または鋸歯をもち、腺点が存在する (図1)。葉脈は羽状 (図1)。気孔は平行型。精油細胞、粘液細胞をもつ。フラボノールやフラボンをもつ。
花は小さく、放射相称、集散花序を形成して腋生または頂生する (図1)。両性花または雄花。花被片は2–50枚、離生、らせん状につき、萼片と花弁の分化は連続的であり、花後にすぐに落ちる。雄しべは6–25個、離生、らせん状につき、花糸は細い。葯は外向から側向、葯隔が突出する。小胞子形成は連続型。花粉は無口粒〜多溝粒。雌しべはふつう1個、まれに2個、花柱を欠き、子房上位、頂生胎座に1個の倒生胚珠をもつ。珠孔は両珠皮性、胚嚢は伸長する。果実は液果、種子を1個含む。種皮は維管束を含み、全ての細胞壁が厚くなる。胚乳が多く、デンプンと脂質を含む。染色体数は 2n = 18。
花粉媒介には風および昆虫が寄与すると考えられている (風虫両媒)。

## 分布
オーストラリア東部、スラウェシ島、マルク諸島、ニューギニア島、ニューブリテン島、ニューアイルランド島、ブーゲンビル島、ニューカレドニア、フィジー、サモア、マルキーズ諸島に分布する。熱帯から亜熱帯の多雨林に生育する。

## 進化・分類
トリメニア属は、古くはモニミア科 (クスノキ科) に分類されていたが、花被片が早落性であることや雌しべがふつう1個であることから独立科 (トリメニア科) として分けられるようになった。原始的な被子植物の一群と考えられ、新エングラー体系などではモクレン目に、クロンキスト体系などではクスノキ目に分類されていた。また独立のトリメニア目 (Trimeniales) に分類されることもあった。
やがて20世紀末以降の分子系統学的研究により、トリメニア科は被子植物の初期分岐群の1つであることが明らかとなり、またアウストロバイレヤ科やマツブサ科 (シキミ科を含む) に近縁であることが示された。そのため、2020年現在では、トリメニア科、アウストロバイレヤ科、マツブサ科はアウストロバイレヤ目としてまとめられている。
トリメニア科の特徴をもつ種子の化石が、北海道の白亜紀アルビアン期の地層から報告されている。
トリメニア科には Trimenia と Piptocalyx が認識されていたが、2020年現在では両者は Trimenia としてまとめられている。また Trimenia には、8種ほどが知られている (下表)。
表1. トリメニア科の分類体系
- トリメニア科　Trimeniaceae Gibbs (1917)
  - トリメニア属　Trimenia Seem. (1873) nom. cons.[13]
タイプ種: Trimenia weinmanniifolia Seem. (1873)[14]
シノニム: Piptocalyx Oliv. ex Benth (1870)
    - Trimenia bougainvilleensis (Rodenb.) A.C.Sm. (1978)
シノニム: Trimenia weinmanniifolia subsp. bougainvilleensis Rodenb. (1971)
ソロモン諸島に分布。
    - トリメニア・マクルラ Trimenia macrura (Gilg & Schltr.) Philipson (1986)
シノニム: Piptocalyx macrurus Gilg & Schltr. (1918)
つる性。ニューギニア島の山地の多雨林に分布。
    - Trimenia marquesensis F.Br. (1935)
シノニム: Trimenia weinmanniifolia subsp. marquesensis (F.Br.) Rodenb. (1971)
マルキーズ諸島に分布。
    - トリメニア・モオレイ Trimenia moorei (Oliv.) Philipson (1986)
シノニム: Piptocalyx moorei Oliv. (1870)
つる性。オーストラリア東部の山地の多雨林に分布。
    - トリメニア・ネオカレドニカ Trimenia neocaledonica Baker f. (1921)
ニューカレドニアに分布。
    - Trimenia nukuhivensis W.L.Wagner & Lorence (1999)
マルキーズ諸島に分布。
    - トリメニア・パプアナ Trimenia papuana Ridl. (1916)
シノニム: Trimenia arfakensis Gibbs (1917)
ニューギニア島に分布。
    - トリメニア・ウェインマンニフォリア Trimenia weinmanniifolia Seem. (1873)
フィジー、サモアに分布。